# Айовский университет
Айовский университет или Университет Айовы (англ. University of Iowa) — общественный исследовательский университет в США, расположенный в городе Айова-Сити штата Айова. Это старейший университет штата, он был основан 25 февраля 1847 года. В состав университета входят 11 колледжей, ведущих подготовку бакалавров, магистров и докторов. По классификации Карнеги учреждений высшего образования имеет базовый уровень RU/VH (очень высокая научная активность).
С 1909 года входит в Ассоциацию американских университетов.

## История

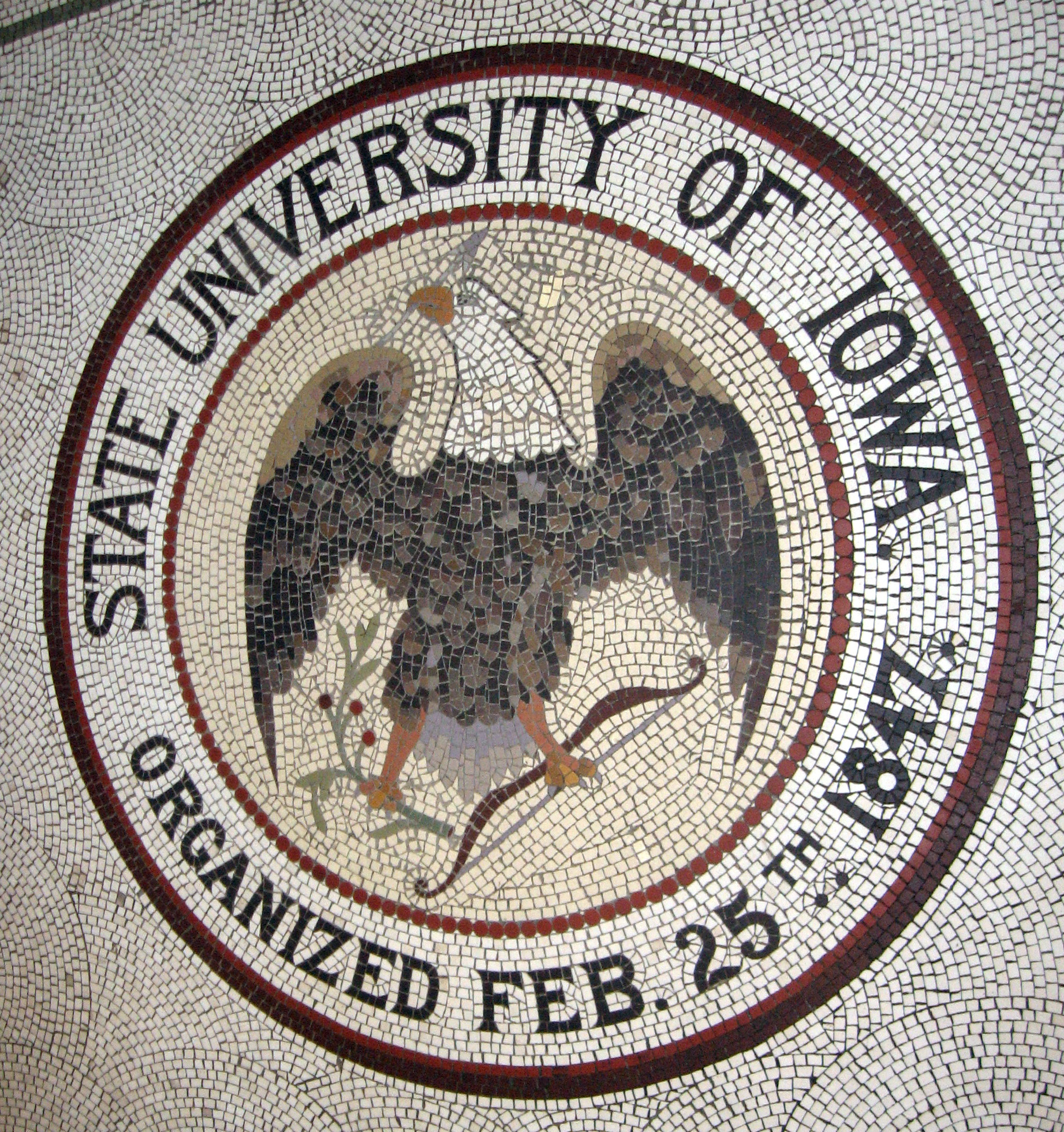
Мозаика 1908 года с изображением печати университета в Айова-Холл

Айовский университет основан 25 февраля 1847 года в качестве первого общественного учреждения высшего образования штата Айова, всего через 59 дней после формирования самого штата. Юридическое название учреждения — Университет штата Айова (State University of Iowa), однако такое название вызывало путаницу с другим Университетом штата Айова (Iowa State University), поэтому в октябре 1964 года для повседневного использования Совет регентов утвердил название Айовский университет (University of Iowa).
Первый колледж открыл свои двери в марте 1855 года и располагался в здании, где ныне находится Сиасхор-Холл. В сентябре того же года число учащихся составило 124 студента, среди которых 41 женщина. В 1856-57 учебном году осуществлялась подготовка по девяти специальностям: древние языки, современные языки, интеллектуальная философия, философия морали, история, естествознание, математика, натурфилософия и химия. Первым президентом был Амос Дин.

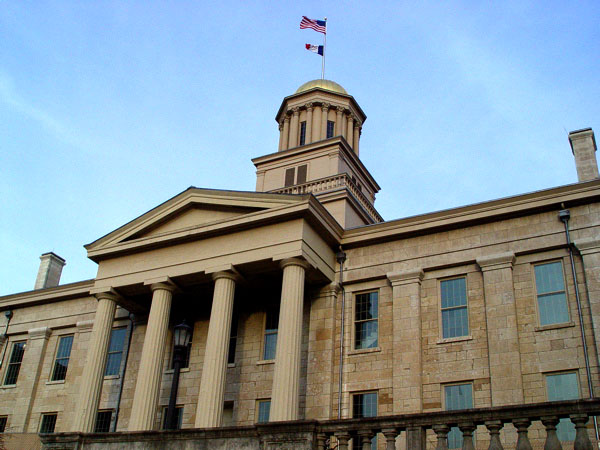
Старое здание капитолия штата Айова, которое с 1857 года используется университетом

Оригинальный кампус университета включает в себя старое здание капитолия штата Айова и 40 тыс. м² земли вокруг него. Закладка краеугольного камня в основание здания состоялась 4 июля 1840 года. С 5 декабря 1842 года здесь размещалось Пятое законодательное собрание территории Айова, а 28 декабря 1846 года это здание стало первым капитолием штата Айова. В 1857 году капитолий был перемещён в Де-Мойн и освободившееся здание занял университет.
Университет Айовы может похвастаться рядом достижений и решений, в которых он стал первым. В 1855 году стал первым общественным университетом в США, признавшим равные права на образование для мужчин и женщин. Первым среди общественных, присвоивших учёную степень юриста женщине (Мэри Уилкинсон, 1873), присвоивших учёную степень юриста афроамериканцу (Александр Кларк, 1879), принявших афроамериканца в университетскую спортивную команду (Фрэнк Холбрук, 1895).
К западу от реки Миссисипи университет стал первым, основавшим юридическую школу и запустившим свою радиостанцию, а также первым в мире начал телевизионное вещание образовательной программы (1932) и является разработчиком тестов для стандартизированного тестирования.
В 1970 году Айовский университет первым из общественных университетов США официально признал права геев, лесбиянок, бисексуалов и транссексуалов.

### Современный период

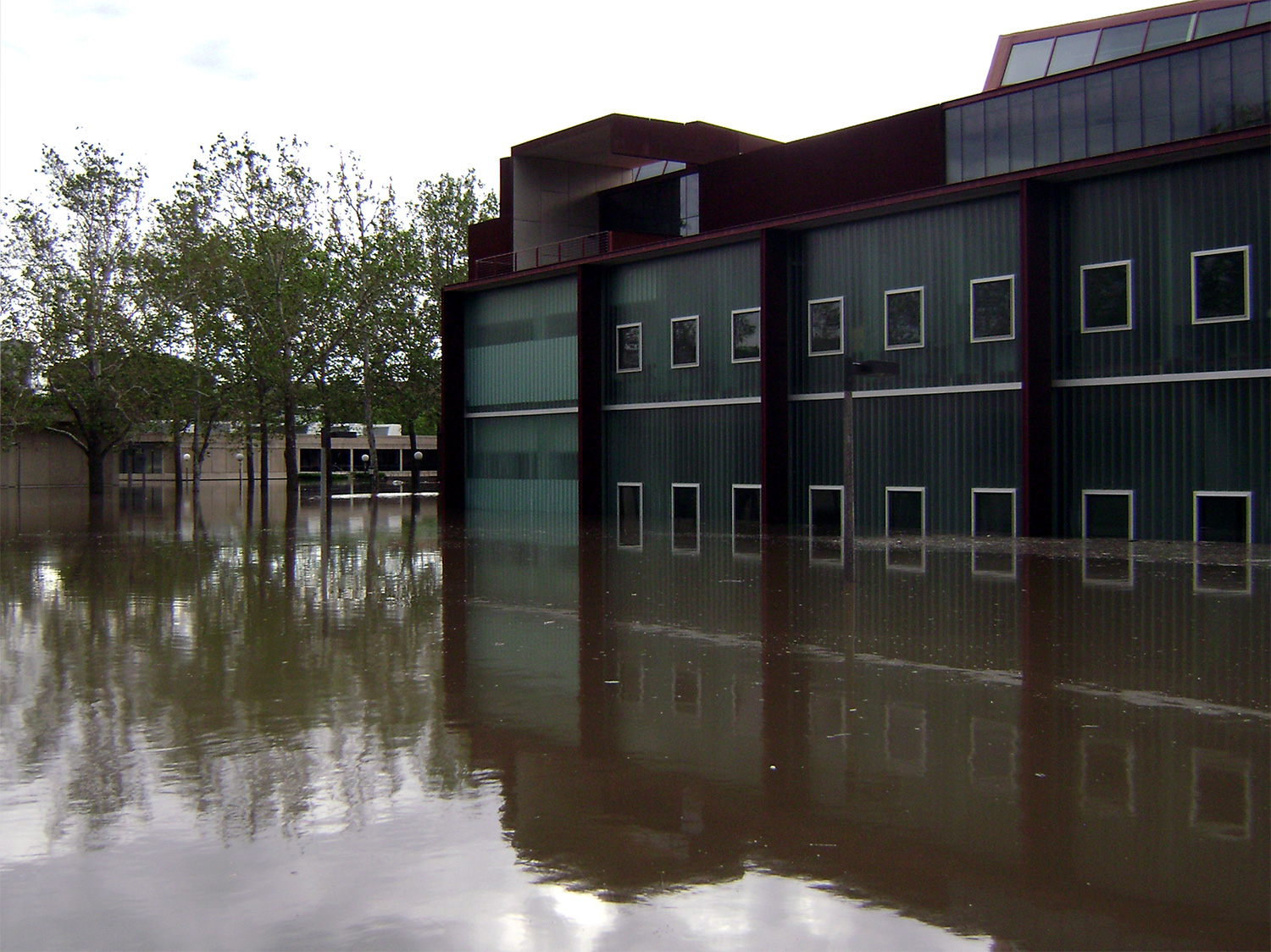
Кампус университета во время наводнения в 2008 году

1 ноября 1991 года четверо сотрудников университета и один студент были убиты, когда Лу Ган, бывший аспирант по физике, устроил стрельбу и совершил самоубийство. Мотивом стала обида Лу на нескольких преподавателей (двое из них погибли в ходе стрельбы) за то, что его диссертация не получила первого места в конкурсе на лучшую диссертацию по астрофизике.
13 апреля 2006 года по университету и прилегающей территории ударил торнадо, причинив значительный материальный ущерб всему кампусу. Этот торнадо стал самым разрушительным среди пяти торнадо, которые пронеслись по округу Джонсон, штат Айова в тот вечер. По шкале Фудзиты ему был присвоен уровень F2.
8 июня 2008 года наводнение на реке Айова привело к повреждению 20-и крупных зданий кампуса. Несколько недель спустя, когда вода отступила, руководство университета опубликовало предварительную оценку нанесенного стихией ущерба на сумму 231,75 млн. долларов. Позже президент университета объявил об ущербе в размере 743 млн. долларов.

## Структура университета

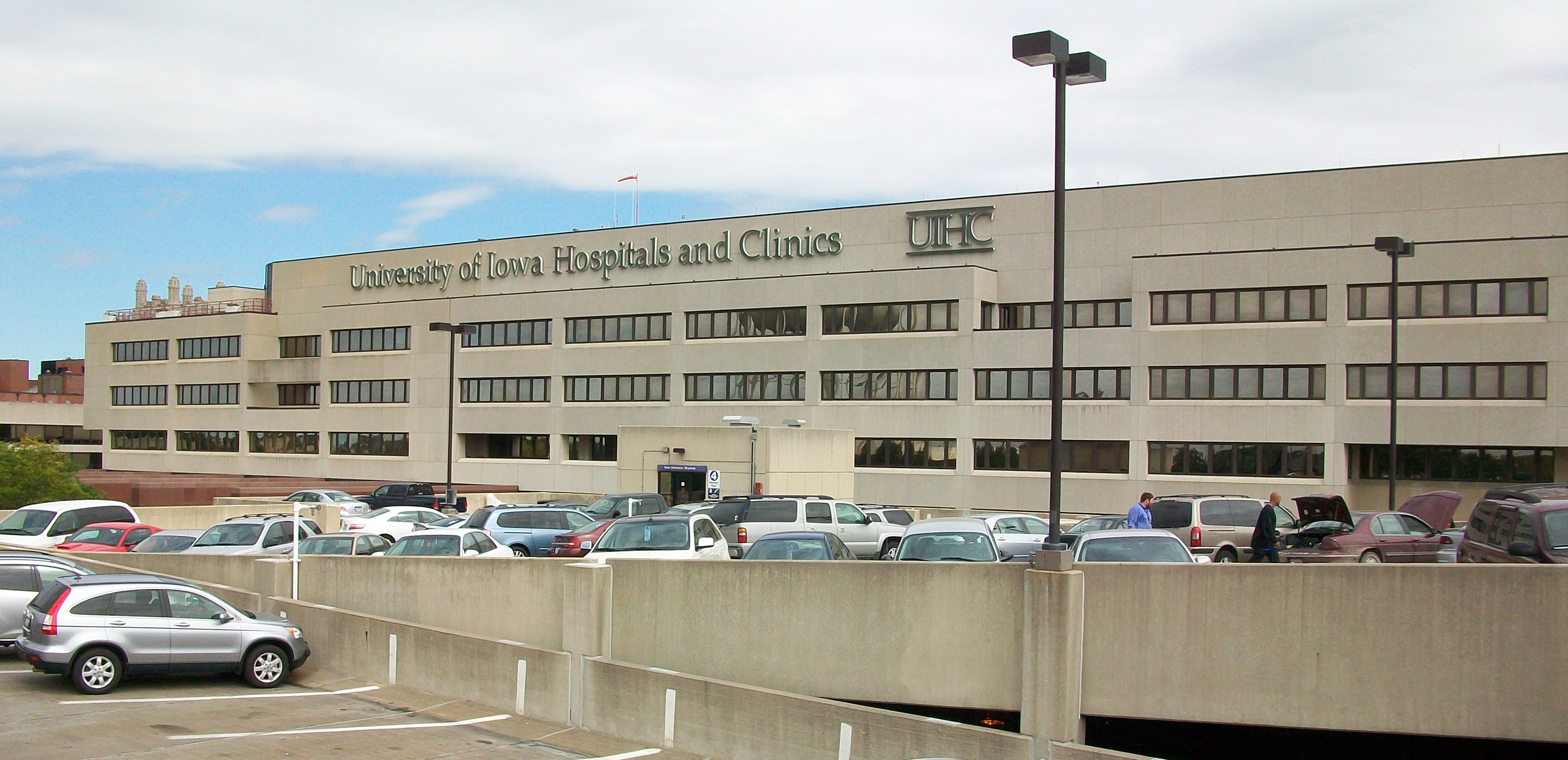
Университетский госпиталь

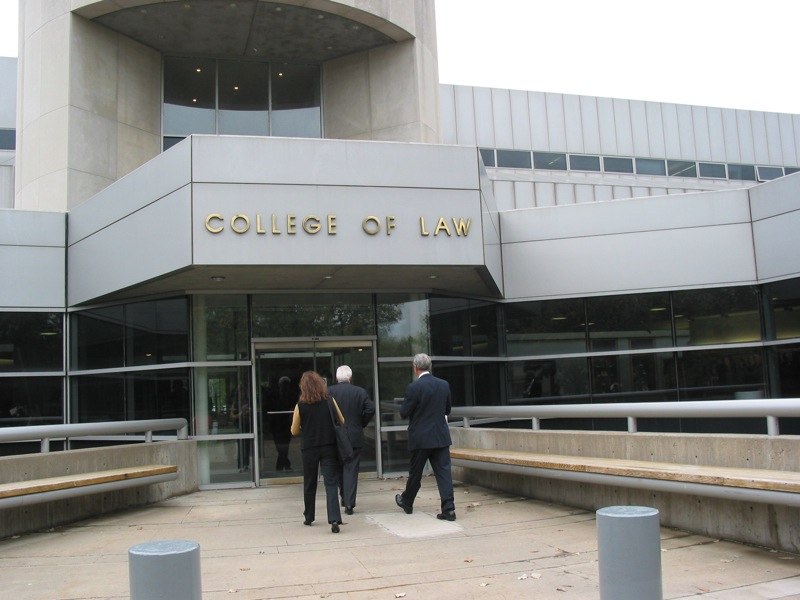
Юридический колледж

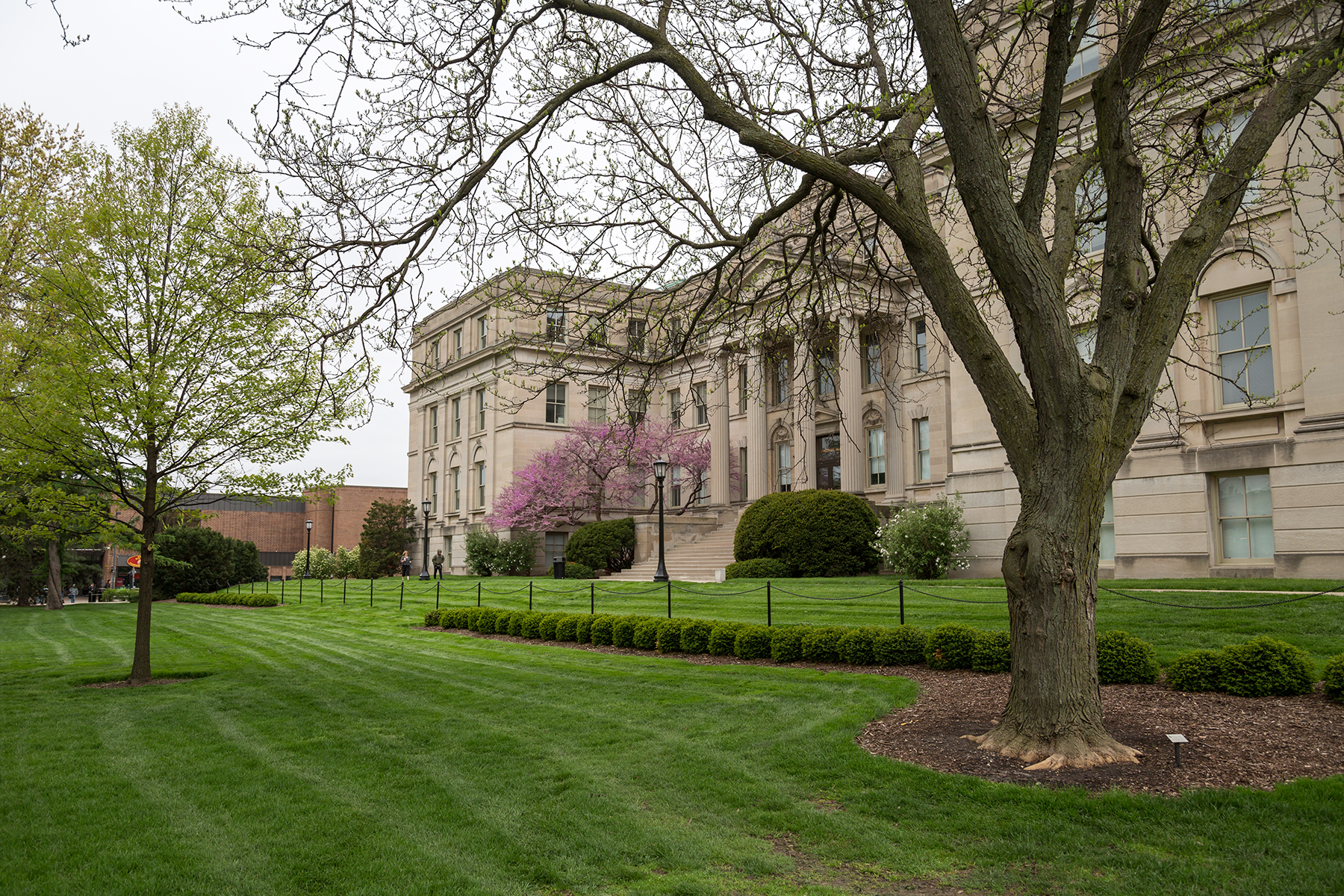
Шеффер Холл, административное здание колледжа свободных искусств и наук

В состав университета Айовы входят 11 колледжей и школ:
- Колледж свободных искусств и наук

Крупнейший колледж Айовского университета, осуществляющий подготовку бакалавров, магистров и докторов в театральном искусстве, гуманитарных, социальных, естественных науках и математике. Колледж предлагает более 100 образовательных программ.
- Стоматологический колледж

Готовит магистров, докторов и осуществляет выдачу сертификатов по стоматологическим специальностям.
- Педагогический колледж

Готовит учителей с дипломом бакалавра аттестованных для начального образования и восьми классов средней школы, а также магистров в качестве потенциальных консультантов, администраторов, специалистов по тестированию и психологов.
- Инженерный колледж

Подготавливает дипломированных инженеров в области химии, биохимии, биомедицины, окружающей среды, электротехники, вычислительной техники и машиностроения.
- Юридический колледж.

Юридическая школа университета входит в число 25 лучших школ в стране. Готовит докторов и магистров по международному и сравнительному праву.
- Колледж сестринского дела

Подготовка осуществляется по программам в организации ухода за больными, анестезии, сестринского дела и геронтологии.
- Фармацевтический колледж

Колледж активно сотрудничает с компаниями фармацевтической промышленности и готовит для них докторов, магистров и профессионалов.
- Колледж здравоохранения

Ведёт подготовку магистров (MPH, MHA) в области биостатистики, психического здоровья, эпидемиологии, управления здравоохранением и гигиены.
- Бизнес-колледж им. Генри Типпи

Осуществляет подготовку магистров (MBA) в области бухгалтерского учёта, экономики, финансов и маркетинга.
- Медицинский колледж им. Дж. Роя и Люсилль Карвер

Выпускает специалистов в 25-и областях медицины
- Колледж магистратуры и докторантуры

Осуществляет координацию подготовки магистров и докторантов, предлагает междисциплинарные докторские программы по генетике человека, токсикологии и информатике.

## Позиции в рейтингах
В Академическом рейтинге университетов мира Айовский университет занимает позицию в диапазоне 102-150, а среди национальных университетов согласно этому же рейтингу позицию 54-58. По ежегодным отчётам издания U.S. News & World Report, в рейтинге национальных университетов он занимает 71-е место, а среди общественных университетов США — 28-е. Ряд образовательных программ Айовского университета в области медицины входит в число 20-и лучших в стране.